# 俞亮
俞亮（Yu Leung，？—1971年7月11日），原名阮俞亮，香港著名粵語片導演及演員。銀幕處男作為粵語故事片《濟公傳》(1939年，飾演廣亮和尚)；息影導演粵語武俠片《八荒英雄傳》（1965年，兩集），參予70多齣電影。

## 俞亮（阮俞亮）的轎車
- 俞亮（阮俞亮）的轎車為車牌3110號的柯士甸轎車，被鬆上蘋果綠色。1955年4月15日 （星期五）下午2時，俞亮的39歲司機俞康在香港島北角英皇道380號為它抹車時，被冒失的英國陸軍軍車從後撞毀，車毀人亡[1]。

## 提拔新星
- 俞亮（阮俞亮）提拔粵劇文武生吳千楓 [2]及11歲的童星吳雁玲入電影圈[3]。

## 逝世
- 俞亮（阮俞亮）在1969年1月22日 （星期三）晚上9時許，與朋友們到「高陞茶樓」搓麻將時，突然腦溢血，左面手腳麻痹，急送養和醫院316號房長期治療[4][5]。

- 俞亮（阮俞亮）終因高血壓在1971年7月11日（星期日）上午3時10分，於養和醫院病逝，享齡60有餘。遺體在1971年7月14日（星期三）下午1時在北角萬國殯儀館出殯。隨後火葬[6][7]。

## 俞亮（阮俞亮）的家庭[8]
- 俞亮（阮俞亮）的胞弟是香港電影、電視諧星俞明（阮耀麟）；
- 俞亮（阮俞亮）的妻子是香港電影女明星白梨；小姨是艷星陳露華。

## 外部連結
- 俞亮在互联网电影资料库（IMDb）上的資料（英文）（英文）
- 俞亮在香港影庫上的簡介
- 俞亮在时光网上的簡介（简体中文）
- 香港電影資料館：俞亮（阮俞亮）參予電影的記錄[永久]